# Атта (язык)
Атта (Atta) — диалектный континуум, на котором говорят негритосы аэта, проживающие на севере Филиппин.

## Диалекты
- Вилья-вичиоса-агта (Villa Viciosa Agta) в настоящее время вымер, ранее был распространён в провинции Абра острова Лусон. Перешли на илоканский язык.
- Памплона (Northern Cagayan Negrito, Pamplona Atta) распространён на северо-западе провинции Кагаян острова Лусон.
- Пудтол (Pudtol Atta) распространён на реках Абулог и Пудтол, южнее города Памплона, провинции Апаяо острова Лусон.
- Файре (Faire Atta, Southern Atta) распространён в провинции Кагаян, около города Файре-Рисаль, острова Лусон. Находится под угрозой исчезновения.

## Письменность
Алфавит памплонского диалекта: A a, B b, K k, D d, E e, G g, I i, J j, L l, M m, N n, Ng ng, O o, P p, R r, S s, T t, U u, W w, Y y, '.